# Lucas Vazquez de Ayllon
Lucas Vázquez de Ayllón (ur. 1478, zm. 1526) – hiszpański podróżnik i odkrywca, twórca pierwszej kolonii w kontynentalnej Ameryce Północnej. Próba ta utworzenia kolonii w dzisiejszej Karolinie Południowej nie powiodła się.
W pierwszą wyprawę do Indii Zachodnich de Ayllon wybrał się w 1502 roku, aby objąć stanowisko głównego sędziego hiszpańskich kolonii. W czasie swego urzędowania prowadził mediacje w sporze pomiędzy Hernánem Cortésem a Diego Velázquezem w Meksyku w 1520 roku.
W 1523 roku – na zlecenie króla Karola V – de Ayllon poprowadził wyprawę na północ, której celem było znalezienie Przejścia Północno-Zachodniego. Dotarł on do Cape Fear i dokładnie zbadał tamtejsze wybrzeże, konkludując iż tereny nadają się dla rolniczej kolonizacji. Powrócił tam w 1526 roku z ambitnym planem utworzenia kolonii. Do wybrzeża Karoliny Południowej na dwóch statkach przybyła pewna liczba hiszpańskich osiedleńców wraz z afrykańskimi niewolnikami. Kolonia nazwana San Miquel de Guadalupe nie przetrwała jednak długo. Walki wśród kolonistów o przywództwo doprowadziły do anarchii. W czasie sporów nastąpił bunt niewolników, którzy zabijając pewną liczbę kolonistów zbiegli i dołączyli do lokalnego plemienia Indian Cofitachiqui. Kolonia przestała istnieć, gdy wszyscy koloniści zmarli w wyniku tropikalnych chorób.